# Zingiber brevifolium
Zingiber brevifolium är en enhjärtbladig växtart som beskrevs av Nicholas Edward Brown. Zingiber brevifolium ingår i släktet Zingiber och familjen Zingiberaceae. Inga underarter finns listade i Catalogue of Life.